# One (niemiecka stacja telewizyjna)
One (do 2 września 2016 Einsfestival, do 2009 EinsFestival) - kanał niemieckiej telewizji publicznej ARD, należący do pakietu kanałów cyfrowych ARD Digital. Został uruchomiony 30 sierpnia 1997. Siedzibą stacji jest Kolonia, zaś rolę zarządzającego nią członka ARD pełni WDR.
W dniu 28 lipca 2016 roku w wywiadzie właściciele stacji WDR powiedzieli dla prasy, że planują uruchomić nową stację rozrywkową dla osób w wieku od 30 do 49 lat. 
W sierpniu 2016 w kolejnym wywiadzie powiedzieli, że stacja Einsfestival zmieni nazwę na One 3 września i ta stacja będzie tą nową co mówili w wywiadzie z lipca. 1 września 2016 roku, została zmieniona nazwa strony internetowej oraz na kontach w portalach społecznościowych na Twitterze i Facebooku.
3 września 2016 kilka sekund po północy została uruchomiona stacja i począwszy od zapowiedzi jeszcze nadawała stare pozycje Einsfestiwal z ramówki 2 września. Główne uruchomienie stacji odbyło się o godzinie 10:00 i również tego samego dnia zmieniono grupę docelową od 14 do 49 ale dalej stacja pozostała rozrywkowa.

## Loga stacji

Logo do kwietnia 2005
Logo do października 2005
Logo do września 2009
Logo do 2 września 2016
Logo wersja HD do 2 września 2016
Logo One od 3 września 2016
Logo z One ze sloganem
Logo wersja HD od 3 września 2016